# Фостер, Сара
Сара Фостер (англ. Sara Michael Foster; род. 5 февраля 1981 года) — американская актриса и модель, дочь музыканта Дэвида Фостера. Наибольшую известность получила за исполнение роли Джен Кларк в молодёжном сериале «90210: Новое поколение».

## Биография
Бывшая модель сыграла саму себя в сериале канала HBO под названием «Красавцы», в котором у неё был роман с персонажем Винсентом Чейзом в исполнении Эдриана Гринье. В 2002 году вела программу «ET On MTV». Благодаря этой работе получила роль в фильме 2004 года «Большая кража», ремейке одноимённой картины, снятой по роману Элмора Леонарда. Кроме того, актриса снялась в музыкальном клипе группы Backstreet Boys на песню «Shape of My Heart». В 2005 сыграла девушку-лесбиянку, борющуюся с преступностью, в фильме Энджелы Робинсон «Шпионки». С 2009 года снимается в сериале «90210: Новое поколение», сыграв злодейку Джен Кларк в нескольких эпизодах в качестве приглашённой звезды. Также Фостер снялась в триллере «Психушка 9», снятом режиссёром Эндрю Шортеллом.
В 2009 году получила роль Джен Кларк, старшей сестры Наоми Кларк в сериале «90210: Новое поколение».
Сара Фостер встречалась с Леонардо Ди Каприо. 
С 2010 года Сара замужем за теннисистом Томми Хаасом. У супругов есть две дочери — Валентина Хаас (род.14.11.2010) и Джозефин Лина Хаас (род.11.11.2015).

## Фильмография
Кино
| Кино | Кино                              | Кино                                  | Кино         | Кино                   |
| Год  | Название                          | В оригинале                           | Роль         | Примечания             |
| ---- | --------------------------------- | ------------------------------------- | ------------ | ---------------------- |
| 2004 | Шпионки                           | D.E.B.S.                              | Эйми         |                        |
| 2004 | Большая кража                     | The Big Bounce                        | Нэнси Хэйс   |                        |
| 2005 | Персонажи                         | Characters                            | Эйлин        | короткометражный фильм |
| 2008 | Мальчишник 2: Последнее искушение | Bachelor Party 2: The Last Temptation | Мелинда      |                        |
| 2008 | По ту сторону                     | The Other End Of The Line             | Эймори Бэнкс |                        |
| 2009 | Шаг назад                         | Demoted                               | Дженнифер    |                        |
| 2009 | Психушка 9                        | Psych 9                               | Розлин       |                        |

Телевидение
| Телевидение | Телевидение                | Телевидение                    | Телевидение      | Телевидение                             |
| Год         | Название                   | В оригинале                    | Роль             | Примечания                              |
| ----------- | -------------------------- | ------------------------------ | ---------------- | --------------------------------------- |
| 1999        | Команда мечты              | D.R.E.A.M. Team                | Модель           | в титрах не указана телевизионный фильм |
| 2004        | Красавцы                   | Entourage                      | играет саму себя | эпизод «Talk Show»                      |
| 2005        | Расследование Джордан      | Crossing Jordan                | Тэмми Элдридж    | эпизод «Family Affair»                  |
| 2005        | C.S.I.: Место преступления | CSI: Crime Scene Investigation | Эйми Мэйнард     | эпизод «Unbearable»                     |
| 2005        | Сауз-Бич                   | South Beach                    | Ариэлль          | невыпущенный пилот                      |
| 2009—2012   | 90210: Новое поколение     | 90210                          | Джен Кларк       | 23 эпизода                              |